# 日向市立財光寺中学校
日向市立財光寺中学校（ひゅうがしりつざいこうじちゅうがっこう）は、宮崎県日向市大字財光寺にある公立中学校。

## 概要
- 生徒数 - 399名（2023年度）

## 沿革
- 1981年 - 開校。
  - 2年生以上の生徒は日向市立日向中学校から編入した。
- 現在 - 財光寺小学校・財光寺南小学校と連携型による小中一貫教育[1]を行っている。

## 通学区域
財光寺中学校の通学区域には以下の区域が指定されている。
- 財光寺小学校 通学区域
- 財光寺南小学校 通学区域

## 部活動
- 剣道部

- 柔道部
- 吹奏楽部
- ソフトテニス部
- ソフトボール部
- 卓球部
- バスケットボール部
- バドミントン部
- バレーボール部
- 美術部
- 野球部

## 主な卒業生
- 黒木知宏 - 元プロ野球選手（千葉ロッテマリーンズ）、現北海道日本ハムファイターズ投手コーチ[3]

## アクセス
- 鉄道 - JR日豊本線 財光寺駅下車、徒歩約20分
- バス - ぷらっとバス 南1コース、「財光寺中学校」下車